# تنغ تلخ الثانية (أبو الفارس)
تنغ تلخ الثانية (بالفارسية: تنگ‌تلخ دو) هي منطقة سكنية تقع في إيران في قسم أبو الفارس الريفي. يقدر عدد سكانها بـ 124 نسمة .